# Неплюев, Николай Николаевич
Николай Николаевич Неплюев (11 [23] сентября 1851, Ямполь, Новгород-Северский уезд, Черниговская губерния, Российская империя — 
21 января [3 февраля] 1908, хутор Воздвиженск, Глуховский уезд, Черниговская губерния, Российская империя) — русский общественный деятель, юрист и дипломат. Основатель Крестовоздвиженского православного трудового братства, основатель и попечитель Воздвиженской сельскохозяйственной школы.

## Начало деятельности
Происходил из рода Неплюевых. Родился в семье черниговского губернского предводителя дворянства Николая Ивановича Неплюева и его жены Александры Николаевны, урождённой баронессы Шлиппенбах. Отец его был внуком минского губернатора Ивана Неплюева, который, в свою очередь, приходился внуком сподвижнику Петра I.
В 1875 году Николай Неплюев окончил юридический факультет Санкт-Петербургского университета. Служил в посольстве в Мюнхене. В 1877 году, оставив дипломатическую службу, Неплюев поступил вольнослушателем в Петровскую земледельческую и лесную академию.
В одной из своих первых работ «Историческое призвание русского помещика», опубликованной в 1880 году, Н. Н. Неплюев писал о тяжёлом положении крестьянина, который по результатам реформ 1861 года получил свободу, но сам, фактически, никак не изменился. По мнению Неплюева, историческое призвание русского помещика заключалось в том, чтобы взять на себя задачу просвещения. «Мы одни можем успешно исполнить эту задачу потому, что в нас одних соединяется сила материальная с силою интеллектуальной», — писал Неплюев. Он предложил начать с того, чтобы взять на воспитание одного-двух детей из нуждающихся семей, поместить его не в барском доме, а в простой избе и воспитывать их ежедневным общением и научением, дать им знания о сельском хозяйстве и приучить к труду.
После публикации этой работы на Неплюева обрушились многочисленные критики. Полемизирующие с ним авторы полагали, что для состоятельного и образованного человека нет причин поступать по его примеру; один из несогласных написал, что Неплюев берётся не за своё дело и что единственным историческим призванием русского помещика только и может быть дрессировать собак, а не воспитывать людей.
Осенью 1880 года Н. Н. Неплюев переселился в своё родовое имение в Черниговской губернии. Его отец занимал должность губернского предводителя дворянства и редко бывал в имении. Все дела находились в ведении главного управляющего, который не только не сочувствовал начатому молодым Неплюевым делу, но и считал его проживание в имении крайне неудобным. «Всесильный управляющий на каждом шагу воздвигал новые препятствия, и все кругом боялись помогать мне, опасаясь навлечь на себя его неудовольствие», — вспоминал Н. Н. Неплюев.
Несмотря на все сложности, он не отступился и «чтобы отрезать для себя путь к отступлению», принял на воспитание десять сирот. Таким образом, 4 августа 1881 года зародилась будущая Воздвиженская школа. Отец Неплюева выделил сыну в пользование небольшой домик в местечке Янполь. Несколько лет спустя отношение главного управляющего стало ещё более враждебным, и он стал настраивать отца против сына. После этого к конфликту подключились мать и сёстры Николая, которые уговорили старшего Неплюева выделить сыну имение Воздвиженск в полную собственность. Это означало, что Неплюев получил полную материальную независимость и возможность свободно заниматься своим делом. Окончательно он переехал в Воздвиженск с воспитанниками, число которых достигло уже около 30 человек, осенью 1884 года.

## Основание Воздвиженской сельскохозяйственной школы
В 1883 году Неплюев подал прошение в Министерство государственных имуществ об открытии школы. Летом 1884 года в Воздвиженск приезжал уполномоченный от министерства Д. С. Москальский. После своего визита он дал благоприятный отзыв в докладе министру. Прошение об открытии школы было поддержано министром М. Н. Островским. В конце зимы 1885 года Неплюев подписал договор с Министерством государственных имуществ, был утверждён устав школы. 4 августа 1885 года школа была открыта, на её деятельность была выделена государственная дотация на содержание преподавателей и учебные пособия в размере 3500 рублей в год. Остальные расходы оплачивал Неплюев. Обучение было бесплатным. Учащиеся изучали теорию сельского хозяйства, приобретали практические навыки на полевых работах в братстве, получали знания по Новому Завету, изучали катехизис, православное богослужение, русский язык, географию, математику, физику, химию, биологию, русскую историю. Впоследствии в братство неоднократно приезжали чиновники министерства, проверяя деятельность школы, принимали участие в приёме экзаменов, проверяли, как школьники выполняют полевые работы и т. д.
В 1888 году Н. Н. Неплюев обратился к министру государственных имуществ М. Н. Островскому с докладной запиской, в которой просил его дать Воздвиженской школе права приглашать на должности учителей бывших воспитанников школы, успешно её окончивших. Разрешение это было получено. Это было важной вехой в развитии школы. Влияние братских преподавателей благотворно сказывалось на учебном процессе: «Несмотря на то, что официальный образовательный ценз их предшественников был выше, я считаю себя вправе сказать и говорю это с убеждением — никогда до того школа наша не имела преподавателей лучше подготовленных к выполнению своих обязанностей и так добросовестно их выполняющих».
В 1891 году открылась аналогичная мужской четырёхлетняя школа для девочек — Преображенская. Её попечительницей стала ближайшая помощница и сестра Неплюева — Мария Николаевна Уманец.

## Основание Крестовоздвиженского православного трудового братства
В 1889 году окончил школу первый выпуск. Трое из шести выпускников остались с Неплюевым и положили начало Крестовоздвиженскому трудовому братству. Все они остались при школе и в течение года готовились под руководством Неплюева к поступлению на должности учителей. Андрей Иванович Фурсей занял должность управляющего школой, преподавателя земледелия в старших классах и управляющего Воздвиженским имением. Фёдор Ефимович Чвертка стал преподавателем скотоводства и ветеринарии. Илья Павлович Кобец был преподавателем первого подготовительного класса, стал старшиной братской семьи учителей, готовился к принятию священного сана, но заболел чахоткой и скончался в 1893 году. Как отмечал Неплюев, он заслужил «искреннюю любовь и глубокое уважение всех его знавших».
С момента основания Трудового братства жизнь Н. Н. Неплюева и дело братства неотъемлемы друг от друга и составляют единое целое. Ради служения братству он избрал путь безбрачия. В 1890 г., после смерти отца, Н. Н. Неплюев стал владельцем значительного состояния. Его мать Александра Николаевна и сёстры Мария и Ольга тоже активно включились в братскую жизнь.
В 1893 году работу помощника директора сахарного завода в имении Николая Неплюева получил молодой баптист, выпускник Технологического института Санкт-Петербурга Иван Проханов - будущий вице-президент Всемирного баптистского альянса. Однако из-за разницы в религиозных взглядах с Неплюевым, Иван Проханов вскоре вынужденно оставил эту работу.

## Братские священники
В 1893 г. в Воздвиженске был построен и освящён храм во имя Воздвижения Креста Господня. За всё время деятельности братства в нём сменилось пять настоятелей. Имена двух из них хорошо известны по их дальнейшей церковной деятельности: священник Сергий Четвериков и священник Роман Медведь. В 1903 году настоятелем братского храма стал священник Александр Секундов. Он оставался братским духовником до конца деятельности братства.
К богослужению в братстве относились как к «празднику живой любви». На клиросе пел братский хор. Кроме обычных храмовых богослужений, в которых участвовало всё братство, существовала общая молитва утром и вечером в братских семьях. Стремление братства к осмысленной жизни по вере находило своё выражение в ежедневной молитвенной жизни общин, в общебратских беседах, специальных молитвенных собраниях.

## Основные богословские идеи Н. Н. Неплюева, положенные в основу Крестовоздвиженского трудового братства
Основная идея Н. Неплюева, которой он посвятил всю свою жизнь, заключалась в необходимости покаяния и к единению между христианами, которое осуществляется в христианской общине. Такие общины могут объединиться в трудовое братство, в которых верующие могли бы устроить свою жизнь по вере, жить вместе с братьями во Христе и зарабатывать средства к жизни путём совместной деятельности. Неплюев указал три основания устроения жизни и деятельности христианского трудового братства:
- Вера в Бога Живого и в то, что общинная жизнь есть воля Божия.
- Любовь: верность и стремление остаться вместе вопреки конфликтам и всему, что разъединяет.
- Труд: качественное исполнение своих обязанностей ради общей пользы и добровольная дисциплина.

Братскую жизнь Неплюев считал делом Божиим. По его мнению, членство в братстве есть призвание от Господа, поэтому имеет значение не то, насколько немощен тот или иной человек, так как нет такой немощи, перед которой Господь оказался бы бессильным. Важно, насколько каждый человек, выбравший путь братского устроения христианской жизни, устойчив в желании отдавать свою жизнь под водительство Божие.
Другая сторона любви к Богу — братолюбие. Жизнь в братстве — духовный труд, ежеминутная проверка реальности своего братолюбия. Братство должно стать для человека домом, семьёй и делом всей жизни. Этим делом не может заниматься тот, кто не желает отвергнуться себя, взять крест и последовать за Христом: он может жить в братстве и честно трудиться, но никогда не станет его твёрдой опорой. Если братство не будет составлять для человека потребности жизни, оно рискует потерять его в любую минуту, так как он будет верен братству только до тех пор, пока жизнь в нём ему удобна: «Необходимо, чтобы братолюбие было высшей потребностью, которой сознательно и радостно подчинялись все остальные потребности. Без этого фатальна измена делу любви, даже и при ясном сознании всего её значения». Однако нигде вне братства обрести такое отношение невозможно, поэтому достаточно лишь признать отсутствие его как собственную немощь, и с доверием принять авторитет и руководство духовно старших в братстве.
По мысли Неплюева, священной обязанностью братолюбия является труд. Однако в христианском трудовом братстве ни сам по себе труд, ни экономические результаты хозяйственной деятельности не могут иметь самодовлеющего значения и являться конечной целью. Необходимо, чтобы братство было самоокупаемым, а каждый человек честно трудился.
Кроме трудовой профессиональной деятельности, Неплюев говорил о необходимости и важности труда духовного — добровольной дисциплины любви, которая заключалась в признании общей для всех братчиков иерархии ценностей: служение Богу воплощается в устроении трудового братства, которому необходимо подчинить свои личные и семейные интересы.
Священник Роман Медведь, служивший в 1901 году в храме этого братства священником, в обстоятельном докладе епархиальному архиерею, обличает нехристианские установления братства, «отсутствие усвоения православного научения в начальной и низших сельскохозяйственных школах». Экономическую организацию братства он характеризует «как жёсткую форму капиталистического строя без всякого приражения не только христианских, но и просто человеческих чувств», показав, что в основу его деятельности «были положены скорее духовный деспотизм, коммунистические идеалы, нежели христианские».

## «Голос верующего мирянина по поводу предстоящего Собора»
Неплюев считал, что обществу требуется новая христианизация, так как люди не живут по вере, а духовенство ничего не делает, чтобы исправить эту ситуацию. В 1906 г. в № 6 и 7 «Трудов Киевской духовной академии» была напечатана статья Неплюева «Голос верующего мирянина по поводу предстоящего Собора», в которой он предложил ряд реформ церковной жизни для рассмотрения Поместным собором. Он подверг резкой критике церковную жизнь: «приходы распылены, превратились в фикции», многие представители духовенства руководствуются «не правдой Божией, а указами и предписаниями начальства», выдавая "антицерковную рутину за «истинное православие». Неплюев видел возможность улучшения церковного управления в восстановлении принципа соборности, так как его нарушение приучило мирян «не считать себя ответственными членами церкви». Насущной необходимостью Неплюев считал восстановление в церкви «института катехетов»: «Это дело настолько настоятельное и неотложное, что все епископы, их викарные и монастыри должны на пользу Церкви не пожалеть никаких расходов и трудов». Под этим Неплюев понимал возрождение в церкви института катехизации. «Школу катехетов» должны пройти «все верующие для того, чтобы иметь ум и сердце крещёнными и не позорить Церкви жизнию своею». Им не должны "забивать головы научением «богословских наук», а ограничиться «знанием нового катехизиса» и научить жить по «заповеди любви, что может быть достигнуто в один, много, в два года». Вместе с тем требуется издать совершенно новый катехизис, более «вразумительный и жизненно-полезный». Отмечал он также, что необходимо «исправить редакцию богослужебных книг до вразумительности их содержания и сделать богослужебный язык общедоступным».

## Публичные лекции
С 25 по 31 января 1907 г. Неплюевым был прочитан цикл лекций в аудитории Московской духовной академии. Летом 1906 г. группа профессоров и студентов академии посетила братство, а через полгода руководство МДА пригласило Неплюева для чтения лекций. В них он изложил своё понимание жизни по вере и обязанностей духовенства и мирян в деле духовного возрождения России. Он подробно рассказал о Крестовоздвиженском трудовом братстве, уделив также значительное внимание вопросам готовящегося Поместного собора. На еп. Евдокима (Мещерского) речь Неплюева произвела сильное впечатление: «Благословляю тот день, когда решился дать возможность г. Неплюеву прочитать означенные семь лекций в Академии», — писал он в рапорте в Учебный комитет при Синоде. — «От рождения своего я никогда не видал, не слыхал такой глубокой веры, веры живой во Христа Спасителя из уст светского, высокопросвещённого человека, обладающего громаднейшими связями и колоссальными богатствами». Журналист А. Панкратов писал о том, что лекции сопровождались овациями.
В том же 1907 г., 28 октября, Неплюев читал лекцию о Крестовоздвиженском братстве, о возрождении приходской жизни и об образовании Всероссийского братства в Орловском женском епархиальном училище. Раздел хроники епархиальной жизни в «Орловских епархиальных ведомостях» повествует о том, что на этой лекции присутствовал правящий епископ Орловский Серафим (Чичагов). Епископ Серафим провёл на Орловской кафедре около двух лет, но за это время успел многое сделать для возрождения христианской жизни в народе. Кроме него, на лекции присутствовал епископ Елецкий Митрофан (Афонский), «духовенство города, преподаватели духовно-учебных заведений, члены церковно-приходских советов и множество посторонних лиц». Спустя два месяца в «Орловских епархиальных ведомостях» был напечатан отзыв о лекции, пересказывающий отдельные её положения и подчёркивающий церковность братства: «Религиозная жизнь трудового братства находится в полной гармонии с религиозным укладом и строем господствующей в России Православной церкви». Статья заключается пожеланием автора, чтобы «к делу Трудового братства не остались глухи будущие работники прихода, будущие пастыри и учители народа» и призывом к знакомству с братством в Воздвиженске.

## Последние годы жизни
В последние годы жизни Неплюев стал разрабатывать проект Всероссийского братства с единым уставом и управляющим органом, под покровительством Синода и императора. Всероссийское братство — это совокупность приходов, которые должны стать живыми клетками церковно-государственного организма. Для осуществления этой идеи необходимо пробудить самосознание прихожан, поэтому священники должны заботиться о духовном преображении своих приходов: проповедовать, устраивать катехизические собеседования, чтобы вера не оставалась в области отвлечённого мышления. В 1906 г. Неплюев приехал в Киев, где попытался образовать общество по созданию Всероссийского Братства. Неплюев сам написал проект Устава, но осуществить свой замысел уже не успел. С проектом Устава в декабре 1907 года Неплюев отправился в Петербург, но там тяжело заболел гриппом. Несмотря на болезнь, он продолжал работать и даже читал публичные лекции по приглашению Петербургской духовной академии. 21 декабря он вернулся в Воздвиженск. В течение болезни Неплюев часто причащался, а в день смерти его соборовали.
21 января (3 февраля н.ст.) 1908 г. Н. Н. Неплюев скончался.